# Specialità (esploratori)
(Robert Baden-Powell, Il libro dei capi)

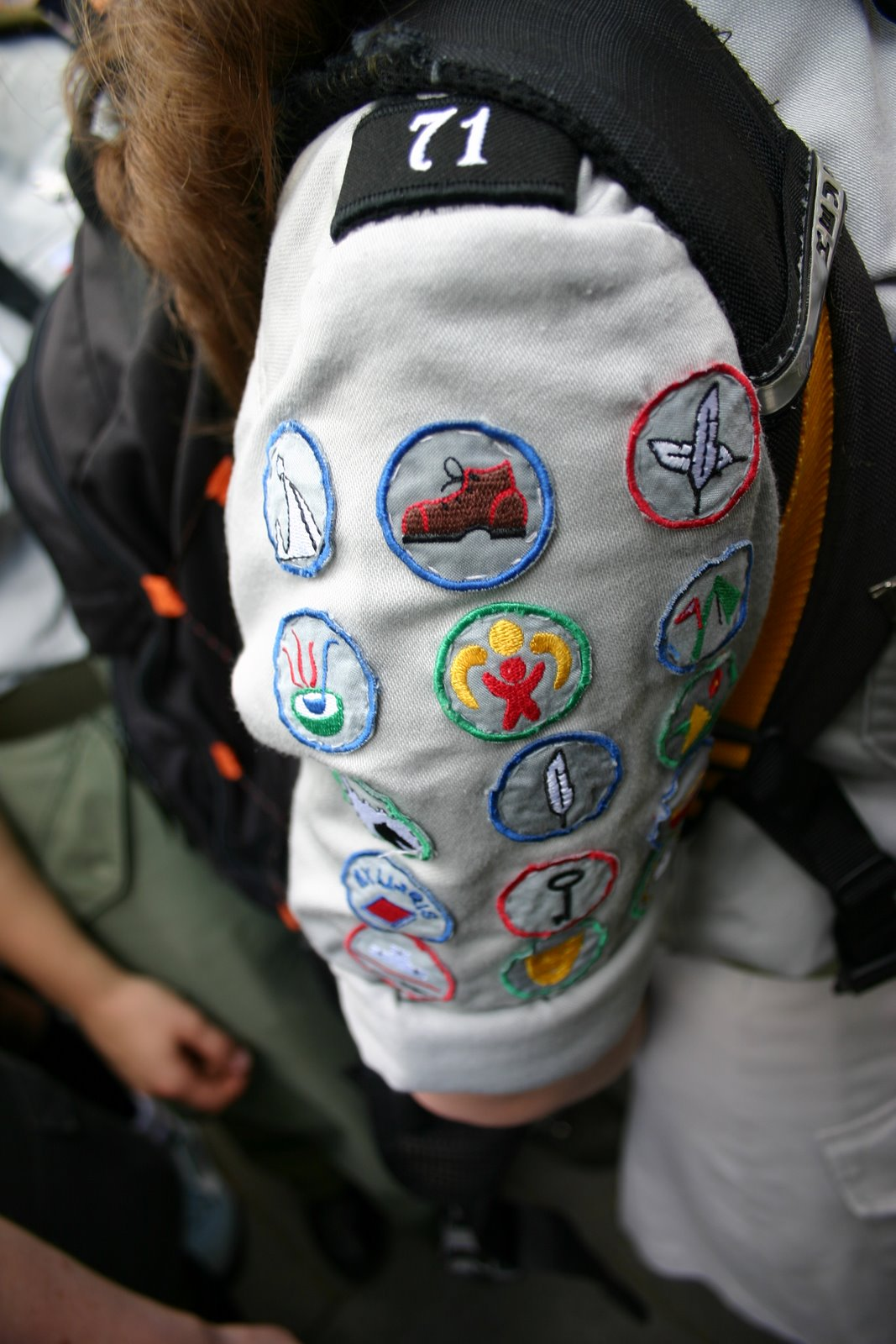
Distintivi di specialità cuciti sull'uniforme di uno scout polacco

Nella terminologia scout, le specialità sono delle specializzazioni a cui ogni scout o guida può aspirare. Vengono conseguite al termine di un percorso (molte volte deciso insieme al caporeparto) di più prove, che attestano il lavoro svolto dallo scout e le sue conoscenze.

## Specialità nell'AGESCI
(Art. 36 del Regolamento Metodologico AGESCI)
Elenco specialità:
- Allevatore
- Alpinista
- Amico degli animali
- Amico del quartiere
- Archeologo
- Artigiano
- Artista di strada
- Astronomo
- Atleta
- Attore
- Battelliere
- Boscaiolo
- Botanico

- Campeggiatore
- Canoista
- Cantante
- Carpentiere navale
- Ciclista
- Collezionista
- Coltivatore
- Corrispondente
- Corrispondente radio
- Cuoco
- Danzatore
- Disegnatore
- Elettricista

- Elettronico
- Esperto del computer
- Europeista
- Falegname
- Fa tutto
- Folclorista
- Fotografo
- Giardiniere
- Giocattolaio
- Grafico
- Guida
- Guida marina
- Hébertista

- Idraulico
- Infermiere
- Interprete
- Lavoratore in cuoio
- Maestro dei giochi
- Maestro dei nodi
- Meccanico
- Modellista
- Muratore
- Musicista
- Naturalista
- Nuotatore
- Osservatore

- Osservatore meteo
- Pescatore
- Pompiere
- Redattore
- Regista
- Sarto
- Scenografo
- Segnalatore
- Servizio della Parola
- Servizio liturgico
- Servizio missionario
- Topografo
- Velista

Specialità aggiornate al Consiglio Generale 2008:
1. Aeromodellista e Modellista navale diventano Modellista.
2. Agricoltore e Orticoltore diventano Coltivatore.
3. Atletica Leggera e Scout e Guida d'Olimpia diventano Atleta.
4. Calzolaio diventa Lavoratore in Cuoio.
5. Canestraio e Ceramista diventano Artigiano.
6. Cuciniere diventa Cuoco.
7. Esperantista scompare.
8. Filatelista e Numismatico diventano Collezionista.
9. Pennese diventa Maestro dei Nodi.
10. Informatico diventa Esperto del Computer.
11. Dattilografo e Stenografo spariscono.
12. Geologo sparisce. Potrebbe rientrare in Naturalista.
13. Jolly sparisce
14. Maglierista rientra in Sarto.
15. Nascono Regista, Scenografo, Artista di Strada e Grafico.
16. Per la nautica nascono Canoista, Velista, sparisce Nocchiere.
17. Nasce Idraulico.
18. Nasce Elettronico.
19. Nasce Danzatore.
20. Nasce Pronto intervento.

## Specialità nel CNGEI
Nel CNGEI le specialità per la branca esploratori/esploratrici sono divise a seconda del colore dello sfondo del distintivo in specialità "verdi" (riguardanti direttamente tecniche scout) e "gialle" (non riguardanti esclusivamente tecniche scout). Sono anche divise a seconda dell'area tematica: senso civico (bordo del distintivo rosso), sviluppo fisico (bordo verde), abilità manuale (bordo giallo) e carattere (bordo blu).
Specialità verdi
- Senso civico: Amicizia internazionale, Ambiente, Guida, Ambiente acquatico
- Sviluppo fisico: Hebertismo, Orientamento, Esplorazione, Abilità acquatiche
- Abilità manuale: Vita da campo, Pionierismo, Fuochista, Skipper
- Carattere: Animazione, Avventura, Primo soccorso, Meteo

Specialità gialle
- Senso civico: Agorà, Impegno sociale, Conservazione mondiale, Interprete, Folklore, Legislatore nautico, Jolly impegno civile
- Sviluppo fisico: Giochi di squadra, Nuoto, Ciclista, Difesa personale, Mimica, Vogatore, Jolly corporeità
- Abilità manuale: Artista, Fotografia, Modellismo, Artigianato, Scienze di laboratorio, Carpentiere navale, Jolly creatività
- Carattere: Giornalismo, Amante della musica, Collezionismo, Informatica, Lettura, Astronomo, Jolly carattere

## Specialità negli Scout d'Europa
(Cap. 3.6.2 delle Norme direttive e cerimoniale della branca Esploratori FSE)

### Specialità di interesse
Le specialità di interesse possono conseguirsi solo dopo aver ottenuto la Seconda Classe. Di seguito è riportata la lista di ciascun distintivo, a cui possono corrispondere uno o più brevetti di specialità.
Vita cristiana
- Liturgia: Liturgista, Cantore, Lettore, Bibbia
- Chiesa: Collaborazione missionaria, servizio nella parrocchia, Storia della Chiesa, chiesa locale

Vita all'aperto
- Campo: Campeggiatore
- Cucina: Cuciniere
- Segnalazione: Segnalatore Morse, Segnalatore Semaforico, Segnalatore Nautico
- Pennese: Nostromo, Gabbiere
- Pionieristica: Pioniere

Servizio
- Ambulanziere
- puericoltore
- infermiere

Sport
- Atletica leggera
- Cavallerizzo
- Ciclista
- Sciatore
- Nuotatore
- Sports di squadra
- sport individuali
- pattinatore

Scoperta degli uomini
- Giornalista
- Interprete
- Conoscenza del mondo

Scoperta dei mezzi di comunicazione
- Radio: Radiotecnico, Radioamatore
- Foto-Cinema-Video: Fotografo, Videoamatore
- Informatica: Operatore di sistema, Programmatore,web designer, Grafico

Scoperta della natura
- Esplorazione
- Guida regionale
- Topografo
- Orientamento: Orientatore, Navigatore
- logista
- Cielo: Astronomo, Meteorologo, Ornitologo
- Terra: Geologo, Speleologo
- Campagna: Agricoltore, Allevatore, Apicoltore, Boscaiolo, Giardiniere, Viticultore
- Montagna: Alpinista, Guida alpina
- Foresta: Forestale, Cercatore di tracce, Entomologo, Naturalista
- Mare: Nocchiere, Guida marina
- Fiumi e laghi: Battelliere, Navigazione fluviale, Pontiere, Pescatore, Esploratore Marino

Espressione
- Espressione: Espressione scout, canto, musicista, danza, folclorista, Maestro di giochi
- Recitazione: Attore, Marionettista, Regista

Attività pratiche
- Meccanica: Motorista, Motorista navale
- Ceramista
- Arte del metallo, del cuoio e della bigiotteria: Fabbro, Bigiotteria, Lavoratore in cuoio
- Decorazione: Disegnatore, Decoratore
- Arte del legno: Falegname, Cantieristica navale, Scultore in legno, Modellista
- Cucito: Cucito, Maglia e Ricamo, Costumista
- Costruzioni: Muratore, Vetraio, Elettricista, tuttofare
- Applicazione: Filatelico, Numismatico, Lavori casalinghi, Rilegatore

### Specialità maggiori
Una volta conseguita la Prima Classe, lo Scout potrà, se lo desidera e se motivato dal Capo, conseguire una o più specialità maggiori. Le specialità maggiori sono un perfezionamento della specializzazione raggiunta. Per conseguire una specialità maggiore occorrono alcune specialità di interesse (quattro, cinque o anche sei): alcune di queste sono obbligatorie, altre possono essere scelte fra quelle indicate da uno specifico elenco. Conseguite le specialità di interesse, si affronta la prova finale della specialità maggiore. Il riconoscimento della specialità maggiore deve essere richiesto dal caporiparto al Commissario Nazionale della Branca, tramite il proprio Incaricato di Branca di Distretto.
Serie conoscenza
- Liturgia
- Chiesa
- Vita all'aperto
- Trasmissioni
- Sport
- Scoperta degli uomini
- Cielo
- Terra
- Campagna
- Montagna
- Mare
- Fiumi e laghi
- Foresta
- Espressione
- Artigianato 1
- Artigianato 2

Serie servizio
- Pronto intervento
- Animazione
- Missione
- Casa
- Città
- Europa
- Natura